# Irwin Rose

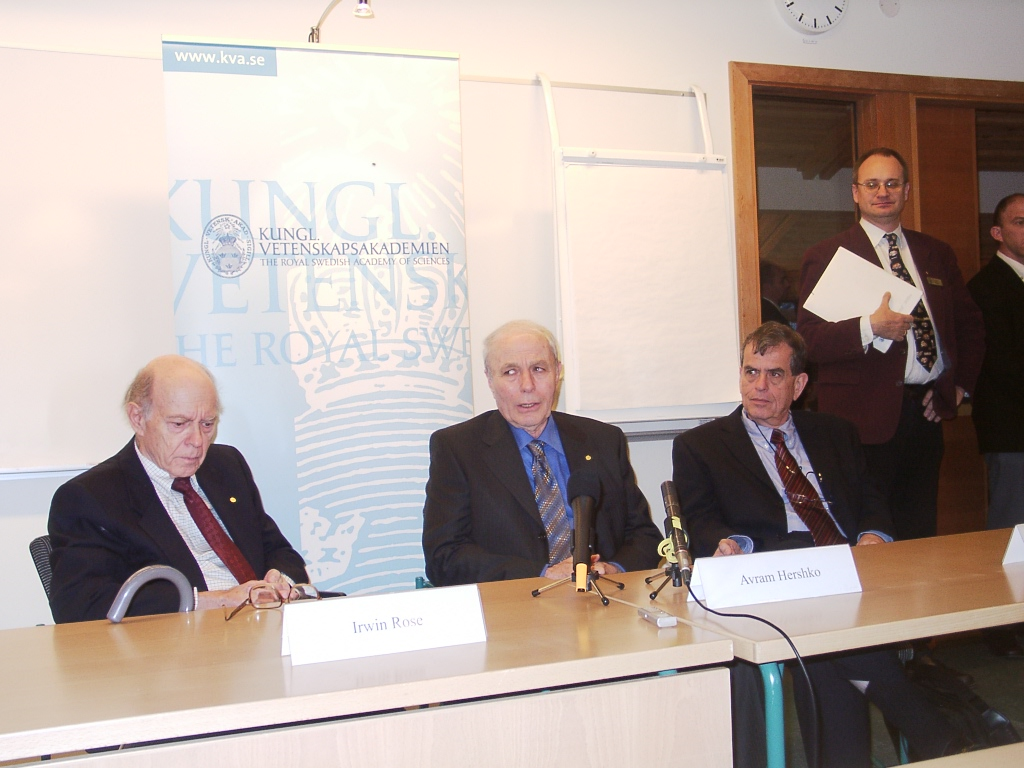
D'esquerra a dreta: Irwin Rose, Avram Hershko i Aaron Ciechanover a la ciutat d'Estocolm l'any 2004 amb motiu de l'entrega dels Premis Nobel.

Irwin A. Rose (Nova York, EUA 1926 - Deerfield, 2 de juny de 2015) fou un bioquímic i professor universitari nord-americà, guardonat amb el Premi Nobel de Química l'any 2004 pel descobriment de la proteòlisi per intervenció de la ubiquitina.

## Biografia
Va néixer el 16 de juliol de 1926 a la ciutat de Nova York. Va iniciar els seus estudis de bioquímica a la Universitat de l'Estat de Washington, estudis interromputs per la Segona Guerra Mundial i que continuà posteriorment a la Universitat de Chicago, on es va graduar el 1948 i doctorar el 1952. Fou professor del Departament de Biofísica de la Universitat de Califòrnia de la ciutat californiana d'Irvine.

## Recerca científica
Inicià la seva recerca en la degradació de les proteïnes. En col·laboració amb els biòlegs israelians Aaron Ciechanover i Avram Hershko, va observar com era la ubiquitina, una petita proteïna que apareix de manera natural a les cèl·lules eucariotes, era la que regulava la degració. Per aquestes investigacions l'any 2004 fou guardonat amb el Premi Nobel de Química juntament amb els seus col·laboradors.